# San Pedro Garza García (municipalité)
San Pedro Garza Garcia est l'une des 51 municipalités de l'État mexicain de Nuevo Leon et fait partie de la zone métropolitaine de Monterrey.
La ville, dont le nom rend hommage Genaro García Garza (le gouverneur qui l'a élevé au rang de ville en 1882) a 69,4 kilomètres carrés de territoire qui couvre une petite partie de la Sierra Madre Oriental. Son altitude est de 640 mètres et a abrite une population de 125 978 habitants, qui vivent dans 29 000 ménages inclus 220 colonies. Connu comme le modèle de la ville du Mexique, San Pedro Garza se tient tous les jours par la forte croissance urbaine et commerciale.
90 % de toutes les maisons appartenant à des familles de ressources économiques supérieurs du pays et en Amérique latine. Les bâtiments sont de type essentiellement européenne, principalement la brique, le calcaire, le marbre, le granit, le béton et les matériaux avancés. Ils ont tous les services. Certaines des colonies les plus avancées sont Campestre San Agustin, San Patricio, Valle de San Angel, entre autres
L'IDH est le deuxième plus élevé au pays derrière Benito Juarez à Mexico et un des plus élevés du Amérique.

## Éducation
Dans la municipalité de San Pedro Garza, il y a plusieurs lycées de base deux enseignement public et privé, ce dernier étant le plus prestigieux et les maisons d'étude de la reconnaissance nationale et internationale comme l'EGADE Business School, considérée comme la meilleure école de gestion en Amérique latine, EGAP, école de politiques publiques, et l'Université de Monterrey (UdeM).

## Personnalités
- César Garza (2005), footballeur, est né à San Pedro Garza García.